# Saturn Island
Saturn Island (englisch, russisch Остров Сатурн Ostrow Saturn, deutsch ‚Saturn-Insel‘) ist eine Insel vor der Knox-Küste des ostantarktischen Wilkeslands. Sie liegt im Gebiet der Bunger-Oase.
Sowjetische Wissenschaftler kartierten und benannten sie 1956. Das Antarctic Names Committee of Australia übertrug diese Benennung ins Englische.